# مقتل صحفيين بنيران القوات الأمريكية 2003
أطلقت القوات المسلحة الأمريكية النار على ثلاثة مواقع في بغداد كان بها صحفيون خلال غزو العراق عام 2003، وذلك في 8 أبريل 2003 مما أسفر عن مقتل ثلاثة صحفيين وإصابة أربعة آخرين.

## مكتب الجزيرة
أصاب صاروخان جو-أرض أميركيان محطة قطر الفضائية في مكتب الجزيرة ببغداد وقتل مراسل فلسطيني طارق أيوب وجرح المصور العراقي زهير العراقي. كانوا يبثون على الهواء مباشرة على سطح المبنى. اتهمت قناة الجزيرة الولايات المتحدة باستهداف الجزيرة عمدا حيث قصفت الولايات المتحدة مكتبها في كابول في عام 2001 أثناء الغزو الأمريكي لأفغانستان.

## فندق فلسطين
أطلقت دبابة تابعة للجيش الأمريكي النار على الطابق الخامس عشر من فندق فلسطين في بغداد، حيث كان يتمركز جميع الصحفيين الأجانب تقريبًا. تم بث صورة الفندق بشكل متكرر في الأخبار، حيث قام العديد من الصحفيين بتصوير تقاريرهم في مكان قريب. وقتلت نيران الدبابة مصور رويترز تاراس بروتسيوك وأصابت ثلاثة. كما توفي خوسيه كوسو من تليفزيون تيليسينكو الأسباني الذي كان في الطابق الرابع عشر.
في ذلك الوقت كانت السرية أ من الكتيبة الرابعة، الفوج 64 المدرع، تسيطر على الطرف الغربي لجسر الجمهورية. تعرضت القوات الأمريكية لهجوم من وحدات عراقية على جانبي نهر دجلة، بما في ذلك إطلاق قذائف الهاون. في وقت سابق من صباح ذلك اليوم، استولت الكتيبة على جهاز لاسلكي عراقى ذو اتجاهين، وسمعوا من خلاله مراقبا عراقيا يوجه نيران قذائف الهاون ضد السرية أ. وتم نقل هذه المعلومات إلى القوات الموجودة على الجسر، الذين بدأوا بالبحث عن مراقب العدو. رصدت دبابة تابعة للسرية أ شخصًا على شرفة بالطابق العلوي من مبنى شاهق إلى الجنوب الشرقي ويبدو أنه يراقب الشركة «بنوع من البصريات». على افتراض أن هذا هو مراقب العدو، طلب قائد الدبابة وحصل على إذن بإطلاق النار. أطلقت الدبابة قذيفة حرارية على الشرفة، مما أسفر عن مقتل بروتسيوك وكوسو. قبل الحادث، لم يتم اطلاع أي شخص في الكتيبة الرابعة، الفوج 64 المدرع على فندق فلسطين أو موقعه، لأن الفندق لم يكن في قطاعهم (تم تخصيص الضفة الشرقية لنهر دجلة للفرقة البحرية الأولى). قررت القوات الأمريكية في وقت لاحق أن راصد المدفعية العراقية كان على الأرجح في مبنى قريب، وليس في الفندق.
في عام 2008 أفادت أدرياني كيني، وهي لغوية عربية سابقة في استخبارات الجيش الأمريكي، أنها شاهدت وثائق سرية تدرج فندق فلسطين كهدف عسكري محتمل قبل حادثة القصف عام 2003.

## مكتب أبو ظبي
وتعرض مكتب قناة الإمارات العربية المتحدة الفضائية أبو ظبي بضربات جوية. وبثت المحطة صورة نيران عراقية من تحت الكاميرا.

## الردود على الثلاثة بشكل عام

### البنتاغون
خلال إفادة إعلامية من البنتاغون في 8 أبريل، سأل أحد المراسلين «... وهناك تقارير تفيد بأن دبابة استولت على أسلحة خفيفة وربما قذائف آر بي جي من اتجاه الفندق، رغم أن الصحفيين يقولون إنهم لم يروا أي أثر لذلك. هل تعتقد أن هذا سبب كافٍ لدبابة لإطلاق رصاصة على الفندق حيث تعرف أن هناك صحفيين غير مسلحين؟»
أجاب اللواء ستانلي ماكريستال «(...) خاصة مع هذه الحرب، كان الصحفيون أقرب إلى جنود التحالف أكثر من أي وقت مضى مع البرنامج المضمن، وأولئك الذين ليسوا كذلك. (...) عندما تدخل [القوات] في القتال في المدن، والذي قلنا منذ البداية أنه سيكون خطيرًا وصعبًا، فأنت تضع نفسك في موقعها، فلديها حق أصيل في الدفاع عن النفس. عندما يتم إطلاق النار عليهم، ليس لديهم فقط الحق في الرد، بل عليهم واجب الرد لحماية الجنود معهم وإنجاز المهمة بشكل عام (...).»

### القيادة المركزية الأمريكية
في إفادة صحفية في الدوحة، قطر، قال العميد فينسينت ك. بروكس عن هجوم الجزيرة، «هذا التحالف لا يستهدف الصحفيين. لا نعرف كل مكان يعمل فيه الصحفيون في ساحة المعركة. إنه مكان خطير بالفعل.»

### الحكومات
في 8 آذار / مارس، أصرت الحكومتان الإسبانية والبرتغالية على إجلاء جميع الصحفيين من بغداد.

### صحفيون ومنظمات أهلية
بعثت لجنة حماية الصحفيين برسالة إلى وزير الدفاع دونالد رامسفيلد للمطالبة بالتحقيق. وطالبت مراسلون بلا حدود دونالد رامسفيلد بإثبات أن الأحداث «لم تكن محاولات متعمدة لثني وسائل الإعلام عن نقلها». وطالبت منظمة العفو الدولية بإجراء تحقيق مستقل.

## تقرير لجنة حماية الصحفيين
في 27 مايو 2003، نشرت لجنة حماية الصحفيين تقريرا عن تحقيقها في قصف دبابة فندق فلسطين في 8 أبريل 2003. بعد إجراء مقابلات مع «نحو عشرة مراسلين كانوا في الموقع، بمن فيهم صحفيان ضمنهما كانا يراقبان حركة مرور الإذاعة العسكرية قبل وقوع القصف وبعده»، قررت لجنة حماية الصحفيين أن الحقائق تشير إلى أن «الهجوم على الصحفيين، وإن لم يكن متعمدًا، كان يمكن تجنبه». قررت لجنة حماية الصحفيين أن الهدف المقصود للدبابة كان مراقب مدفعية عراقية متقدمة عندما ضربت الفندق. وتابع التقرير أن «لجنة حماية الصحفيين علمت أن مسؤولي البنتاغون والقادة على الأرض في بغداد يعرفون أن فندق فلسطين كان مليئا بالصحفيين الدوليين وكانوا عازمين على عدم ضربه».

## روابط خارجية
- الاتحاد الدولي للصحفيين
- لجنة حماية الصحفيين
- مراسلون بلا حدود
- التبادل الدولي لحرية التعبير